# 庆祝中国人民解放军建军90周年阅兵
庆祝中国人民解放军建军90周年阅兵是中国人民解放军在建军90周年之际，2017年7月30日于内蒙古自治区的朱日和合同战术训练基地举行的阅兵仪式。这是中华人民共和国成立以来，中国人民解放军全軍層級首次以庆祝建军节为主题阅兵（2004年駐港部隊有過一次小規模的建軍節閱兵），也是中国人民解放军在深化国防和军队改革后的全新亮相，並是創新發展野戰實戰化閱兵的首次展示。

## 前期准备
中国人民解放军中部战区负责本次阅兵的组织筹划工作，担任阅兵指挥任务。本次阅兵成立了由军兵种组成的阅兵联合指挥部，以及由军兵种指挥员参加的阅兵联合指挥部党委。阅兵联合指挥部总指挥是中部战区司令员韩卫国上将，副总指挥是中部战区参谋长助理樊建荣大校等人。

## 流程
阅兵开始于2017年7月30日9时。中共中央总书记、国家主席、中央军委主席习近平检阅部队并发表讲话。10时12分阅兵结束。本次阅兵是野战化实战化阅兵。

### 检阅式
7月30日9时，习近平来到标有“1927—2017”字样和中国人民解放军军徽的检阅台，中共中央政治局委员、中央军委副主席范长龙宣布阅兵开始。一辆野战检阅车缓缓向受阅部队驶去，习近平站在检阅车中央。阅兵总指挥、中国人民解放军中部战区司令员韩卫国上将向习近平报告：“主席同志，受阅部队准备完毕，请您检阅！” 习近平命令“开始！”《检阅进行曲》随即响起。习近平乘检阅车向东驶去，依次检阅了护旗方队、地面作战群和人员方阵。其中，8100名官兵的受阅人员方阵，由代表不同方向9个900人的方队组成，既表示向“八一”建军节献礼，又代表人民军队走过90年历程，受阅人员方阵指挥员为李广泉少将。随后习近平回到检阅台。开始阅兵分列式。

### 分列式
中共中央政治局委员、中央军委副主席范长龙上将宣布分列式开始。阅兵分列式按照作战编组，以空地一体的形式接受检阅。
10架武装直升机开辟空中通道，实施侦察预警、火力压制。8架武装直升机掩护18架直-8运输直升机突入作战区域。18架运输直升机抵达各自战位，呈战斗队形快速降落，8架武装直升机在一侧实施支援掩护，突击队员跃出，向预定地域集结。纪念标识梯队17架直升机组成“八一”标识，24架直升机绘出“90”字样，象征人民军队走过90年历程。阅兵式由此拉开序幕。
参加分列式的部队依次是：
| 方队名称         | 受阅装备人员                                                                   | 领队           |
| ---------------- | ------------------------------------------------------------------------------ | -------------- |
| 护旗方队         | 200余名陆军、海军、空军、火箭军官兵                                            |                |
| 纪念标识梯队     | 直升机41架                                                                     |                |
| 陆上作战群       |                                                                                |                |
| 空中突击梯队     | 10架直-10武装直升机、8架直-19武装直升机、18架直-8B运输直升机                   |                |
| 坦克方队         | 22辆99A式主战坦克                                                              | 姚旺少将       |
| 步战车方队       | 04A履带式步战车、08式轮式步战车                                                | 赵宇少将       |
| 自行火炮方队     | 122毫米自行榴弹炮、PLZ05A式155毫米自行加榴炮、PHL03式300毫米远程火箭炮         | 柳林少将       |
| 反坦克导弹方队   | 红箭-10反坦克导弹                                                              | 黄桃益少将     |
| 信息作战群       |                                                                                |                |
| 信息支援方队     | 信息支援保障车组                                                               | 李宗利少将     |
| 电子侦察方队     | 电子侦察车组                                                                   | 易建设少将     |
| 电子对抗方队     | 雷达干扰车、通信侦察干扰车                                                     | 吴亚非少将     |
| 无人机方队       | 通信干扰无人机、雷达干扰无人机、反辐射无人机                                   | 毛明荣少将     |
| 特种作战群       |                                                                                |                |
| 特种兵方队       | 山猫全地形突击车                                                               | 张建刚少将     |
| 特战装备方队     | 轮式轻型侦察车、防护型突击车                                                   | 吴爱民少将     |
| 防空反导作战群   |                                                                                |                |
| 预警雷达方队     | 预警雷达装备                                                                   | 孟宪章少将     |
| 地空导弹方队     | 红旗-9B地空导弹、红旗-22地空导弹                                               | 刘明豹少将     |
| 弹炮系统方队     | 09式自行高炮、红旗-6弹炮导弹发射车、跟踪高炮车                                 | 董玉江少将     |
| 海上作战群       |                                                                                |                |
| 海军陆战队方队   | 若干中国人民解放军海军陆战队士兵                                               | 孔军海军少将   |
| 海军导弹第1方队  | 海红旗-9B舰空导弹、鹰击-12A舰舰导弹                                            | 魏文徽海军少将 |
| 海军导弹第2方队  | 鹰击-83K空舰导弹、鹰击-62A岸舰导弹                                             | 刘子柱海军少将 |
| 空中作战群       |                                                                                |                |
| 预警指挥机梯队   | 空警-2000预警机、空警-500预警机、运干-8指挥通信机、运干-8干扰机、8架歼-10B战机 | 夏维宴空军少将 |
| 轰炸机梯队       | 9架轰-6K                                                                       | 夏维宴空军少将 |
| 运输机梯队       | 1架运-20运输机、2架运-9运输机                                                  | 夏维宴空军少将 |
| 加受油机梯队     | 轰油-6加油机、歼-10C战机                                                       | 夏维宴空军少将 |
| 舰载机梯队       | 7架歼-15                                                                       | 夏维宴空军少将 |
| 歼击机梯队       | 3架歼-20战机、5架歼-16战机、7机架歼-11B战机                                    | 夏维宴空军少将 |
| 空降兵方队       | 若干中国人民解放军空降兵军士兵                                                 | 孙向东空军少将 |
| 综合保障群       |                                                                                |                |
| 信息通信保障方队 | 散射通信车、卫星通信车、方舱干线节点车、方舱无线电接入节点车                   | 杨毅少将       |
| 工程防化保障方队 | 综合扫雷车、装甲工程车、轮式冲击桥、喷洒车                                     | 李志忠少将     |
| 后勤保障方队     | 越野急救车、野战运水车、运加油车、主食加工方舱                                 | 殷志红少将     |
| 装备保障方队     | 坦克抢救牵引车、装甲抢救车、装甲抢修和修理拆装车                               | 付文化少将     |
| 反恐维稳群       |                                                                                |                |
| 武警特警方队     | 168名武警猎鹰突击队特战队员                                                    | 徐平少将       |
| 战略打击群       |                                                                                |                |
| 火箭军部队方队   | 360名中国人民解放军火箭军官兵                                                  | 吴祚宝少将     |
| 核常兼备导弹方队 | 东风-26核常兼备中远程地地导弹                                                  | 赵秋领少将     |
| 常规导弹第1方队  | 东风-21丁陆基反舰弹道导弹                                                      | 兰吉银少将     |
| 常规导弹第2方队  | 东风-16改常规导弹                                                              | 张明国少将     |
| 核导弹方队       | 东风-31AG型固体洲际战略核导弹                                                  | 潘吉慧少将     |

## 争议
阅兵的行列中，中国共产党党旗领先于中华人民共和国国旗。美国之音指出，此举违反《中华人民共和国国旗法》第十五条第二款规定：“列队举持国旗和其他旗帜行进时，国旗应当在其他旗帜之前。”而观察网的评论家黎阳则认为此举并无不妥之处，他认为就个人而言法大；就组织而言党大。因《国旗法》的第十条规定“军事机关、军队营区、军用舰船，按照中央军事委员会的有关规定升挂国旗”，且该阅兵属于军事行为，不是為了國家，应当按照中央军委的规定办事。

## 相关事件
2017年7月30日，中國駐美國大使館同步舉行建軍90周年招待會，與會的美國陸軍參謀部特別助理胡珀少將代表美軍表示祝賀，表示中國解放軍對於中國歷史和人民有重要意義，很好的代表了中國人民的利益，希望未來中美兩軍能有建設性互動。